# Deutscher Verband Flüssiggas
Der Deutsche Verband Flüssiggas e. V. (DVFG) ist der Branchenverband der Flüssiggas-Wirtschaft in Deutschland. Der 1949 gegründete Verband hat seinen Sitz in Berlin. Der DVFG wirkt mit an der Gestaltung von Normen und Richtlinien auf deutscher und europäischer Ebene. Gegenüber Politik und Öffentlichkeit setzt sich die Interessenvertretung für die Stärkung von Flüssiggas und seiner erneuerbaren Varianten als dezentrale Lösung der Wärmeversorgung ein.

## Geschichte
1949 schlossen sich 25 Flüssiggas-Händler und eine Raffineriegesellschaft zur „Arbeitsgemeinschaft der Energieversorgungsunternehmen für den Vertrieb von Flüssiggas zur Gewinnung von Wärme und Licht“ (AFWL) zusammen. 1956 wird die AFWL zu einem Verein – zum „Verband der Flüssiggas-Großvertriebe e. V.“ (VFG). 1967 folgt die Umbenennung in „Verband für Flüssiggas e. V.“ (VFG). 1980 erhielt der VFG seinen heutigen Namen: „Deutscher Verband Flüssiggas e. V.“ (DVFG). Im April 2003 verlagerte der Verband seinen Sitz von Kronberg nach Berlin.

## Aufgaben

### Regelsetzung
Hauptaufgabe des Vereins ist Mitgestaltung technischer Regelwerke zur sicheren und zuverlässigen Nutzung von Flüssiggas in unterschiedlichen Anwendungsbereichen. Die spezifischen Anforderungen an das Inverkehrbringen, Errichten und Betreiben von Flüssiggas-Anlagen bündelt die „Technische Regel Flüssiggas 2021“ (TRF 2021).

### Unterstützung bei der Gefahrenbeseitigung
Der Flüssiggas-Sicherheitsdienst (FSD) ist eine freiwillige Organisation der DVFG-Mitgliedsunternehmen. Der FSD hilft bei Betriebsstörungen sowie Unfällen – und unterstützt die beteiligten Einsatzkräften bei der Gefahrenbeseitigung.

### Schulung und Weiterbildung
Der DVFG hat sein Schulungsangebot unter dem Dach der Deutschen Flüssiggas Akademie gebündelt. Die Lehrgänge vermitteln aktuelles Wissen zu allgemeinen Energiethemen, zu sicherheitstechnischen Regelwerken und zum sicheren Umgang mit Flüssiggas-Anlagen.

## Mitglieder
Zu den Mitgliedern des Deutschen Verband Flüssiggas e. V. zählen 54 ordentliche Mitglieder und 78 außerordentliche Mitglieder (Stand Dezember 2024):
Ordentliche Mitglieder sind Flüssiggas-Versorgungsunternehmen aus Deutschland sowie einigen umliegenden Nachbarländern. Zu den außerordentlichen Mitgliedern zählen unter anderem Großhandels- und Transportgesellschaften sowie Firmen, die sich mit der Herstellung und Lieferung von Versorgungsanlagen und Verbrauchsgeräten für Unternehmen und Privatkunden befassen.
Die Mitglieder des Verbands sind auf der Webseite aufgeführt.

## Organisationsstruktur
An der Spitze des DVFG steht der Vorstand, der durch die Mitgliederversammlung gewählt wird. Dem Vorstand gehören an: der Vorsitzende, der 1. stellvertretende Vorsitzende, der 2. stellvertretende Vorsitzende und bis zu 4 weitere Mitglieder. Aktueller Vorstandsvorsitzender ist Jobst-Dietrich Diercks.
Der DVFG unterhält eine Geschäftsstelle, die von einem Geschäftsführer geleitet wird. Hauptgeschäftsführer ist Dr. Andreas Stücke.

## Kartellverfahren
Im Jahr 2020 verhängte der 6. Kartellsenat des Oberlandesgerichts Düsseldorf wegen Kundenschutzabsprachen im Geschäft mit Tankgas eine Geldbuße von rund 40 Mio. Euro gegen sieben Flüssiggas-Unternehmen.